# Beatles '65
Beatles '65 is een album van de Britse band The Beatles. Het album werd exclusief in de Verenigde Staten en Canada uitgebracht als de Noord-Amerikaanse versie van hun vierde studioalbum Beatles for Sale. Het is het vijfde album van de groep dat door Capitol Records werd uitgebracht.

## Achtergrond
Op Beatles '65 staan acht van de veertien nummers die eerder op Beatles for Sale verschenen; de overige zes verschenen in juni 1965 op Beatles VI. Daarnaast staat "I'll Be Back" op het album, die niet op de Amerikaanse versie van A Hard Day's Night verscheen. Ook stonden beide kanten van de single "I Feel Fine"/"She's a Woman" op het album.
Beatles '65 behaalde in de Verenigde Staten de nummer 1-positie in de Billboard 200, waar het negen weken bleef staan. Het is, met uitzondering van soundtracks, het bestverkochte album van 1965 in de VS.

## Tracks
Alle muziek en teksten zijn geschreven door Lennon-McCartney, tenzij anders aangegeven. 
| Nr. | Titel                             | Duur |
| --- | --------------------------------- | ---- |
| 1.  | No Reply                          | 2:15 |
| 2.  | I'm a Loser                       | 2:31 |
| 3.  | Baby's in Black                   | 2:02 |
| 4.  | Rock and Roll Music (Chuck Berry) | 2:32 |
| 5.  | I'll Follow the Sun               | 1:46 |
| 6.  | Mr. Moonlight (Roy Lee Johnson)   | 2:35 |

| Nr. | Titel                                           | Duur |
| --- | ----------------------------------------------- | ---- |
| 1.  | Honey Don't (Carl Perkins)                      | 2:56 |
| 2.  | I'll Be Back                                    | 2:22 |
| 3.  | She's a Woman                                   | 2:57 |
| 4.  | I Feel Fine                                     | 2:20 |
| 5.  | Everybody's Trying to Be My Baby (Carl Perkins) | 2:24 |